# Emmanuelle Chriqui
Emmanuelle Sophie Anne Chriqui (IPA: ˈʃriːki) (Montréal, 10 dicembre 1975) è un'attrice canadese di origine marocchina.

## Biografia
Emmanuelle Chriqui nasce a Montréal, nel Québec, il 10 dicembre del 1975, figlia di immigrati marocchini d'origine ebraica. Il padre, Albert, è originario di Rabat, mentre la madre, Liliane, deceduta quando la Chriqui non era che una bambina, di Casablanca. All'età di due anni si trasferisce con la famiglia a Markham-Unionville, un sobborgo nord-orientale di Toronto, dove cresce. Ha un fratello ed una sorella maggiori: Serge e Laurence.
Emmanuelle inizia la sua carriera di attrice all'età di dieci anni, in uno spot pubblicitario per McDonald's. Si trasferisce a Vancouver a metà degli anni novanta, entrando nel cast di alcune serie TV come Are You Afraid of the Dark?, Forever Knight, Once a Thief e PSI Factor. La sua prima parte in una produzione di Hollywood fu come personaggio secondario nel film Detroit Rock City (1999).
Un ruolo più importante arrivò nel 2000, con il film Snow Day, in cui interpretava la sexy Claire Bonner. Nello stesso anno si fa notare anche per il ruolo di Patty, una ragazza piuttosto seducente, nel film 100 ragazze. Dal 2000 ha avuto alcune parti importanti, tra i quali spicca un sequel del famoso film Il corvo - The Crow.
Nel 2006 ha fatto un'apparizione nel video musicale Lips of an Angel della band Hinder. Nel 2011 partecipa come guest star alla prima stagione de I Borgia (The Borgias), nel ruolo di Sancia d'Aragona. Nel 2012 partecipa all'episodio finale della quarta stagione e al primo episodio della quinta stagione di The Mentalist.

## Filmografia

### Cinema
- The Donor , regia di Damian Lee (1995)
- Detroit Rock City regia di Adam Rifkin (1999)
- Snow Day, regia di Chris Koch (2000)
- Ricky 6, regia di Peter Filardi (2000)
- 100 ragazze (100 Girls) regia di Michael Davis (2000)
- On the Line, regia di Eric Bross (2001)
- Wrong Turn, regia di Rob Schmidt (2003)
- Rick, regia di Curtiss Clayton (2003)
- Candy Paint, regia di Andrew Waller - cortometraggio (2005)
- Adam & Eve (National Lampoon's Adam & Eve), regia di Jeff Kanew (2005)
- In the Mix - In mezzo ai guai (In the Mix) regia di Ron Underwood (2005)
- Waiting..., regia di Rob McKittrick (2005)
- Il corvo - Preghiera maledetta (The Crow: Wicked Prayer), regia di Lance Mungia (2005)
- Waltzing Anna, regia di Doug Bollinger, Bx Giongrete (2006)
- After Sex - Dopo il sesso (After Sex), regia di Eric Amadio (2007)
- Zohan - Tutte le donne vengono al pettine (You Don't Mess with the Zohan), regia di Dennis Dugan (2008)
- Land Shark - Rischio a Wall Street (August), regia di Austin Chick (2008)
- Tortured, regia di Nolan Lebovitz (2008)
- Cadillac Records, regia di Darnell Martin (2008)
- Taking Chances, regia di Talmage Cooley (2009)
- Tom Cool, regia di Ron Carlson (2009)
- Saint John of Las Vegas, regia di Hue Rhodes (2009)
- Women in Trouble, regia di Sebastian Gutierrez (2009)
- 13 - Se perdi... muori (13), regia di Géla Babluani (2010)
- Elektra Luxx, regia di Sebastian Gutierrez (2010)
- Girl Walks into a Bar, regia di Sebastian Gutierrez (2011)
- Linea nemica - 5 Days of War (5 Days of War), regia di Renny Harlin (2011)
- Three Night Stand, regia di Pat Kiely (2013)
- Situation amoureuse: C'est compliqué, regia di Rodolphe Lauga, Manu Payet (2014)
- Fort Bliss, regia di Claudia Myers (2014)
- A Short History of Decay, regia di Michael Maren (2014)
- Entourage, regia di Doug Ellin (2015)
- The Steps, regia di Andrew Currie (2015)
- Omphalos, regia di Gabriel Judet-Weinshel (2016)
- Super Troopers 2, regia di Jay Chandrasekhar (2018)
- Hospitality, regia di David Guglielmo, Nick Chakwin (2018)
- Un cavaliere per Natale, regia di Monika Mitchell (2019)
- Die in a Gunfight, regia di Collin Schiffli (2021)
- Cosmic Dawn, regia di Jefferson Moneo (2021)

### Televisione
- Kung Fu: la leggenda continua (Kung Fu: The Legend Continues) – serie TV, episodio 3x04 (1995)
- Harrison Bergeron - film TV (1995)
- Forever Knight , serie TV, episodio 3x02 (1995)
- Traders , serie TV, episodio 2x02 (1996)
- Hai paura del buio? (Are You Afraid of the Dark?) – serie TV, episodio 5x13 (1996)
- PSI Factor - serie TV, episodio 1x13 (1997)
- Exhibit A: Secrets of Forensic Science - serie TV (1997)
- Ragazzo padre (Unwed Father), regia di Michael Switzer - film TV (1997)
- Sinbad - serie TV, episodio 1x06 (1996)
- Once a Thief - serie TV, episodio 1x12 (1998)
- Principal Takes a Holiday - film TV (1998)
- Shattered Hearts: A Moment of Truth Movie - film TV (1998)
- Alien Abduction: Incident in Lake County - film TV (1998)
- Scuola di polizia (Police Academy: The Series) - serie TV, episodio 1x20 (1998)
- Cuori in campo, regia di Stefano Reali - film TV (1998)
- Future Sport, regia di Ernest Dickerson - film TV (1998)
- Jake 2.0 - serie TV, 16 episodi (2003)
- The O.C. – serie TV, 4 episodi, regia di Josh Schwartz (2004)
- Unscripted - serie TV,  3 episodi (2005)
- Entourage – serie TV, 31 episodi (2005-2011)
- Inganno fatale (Deceit),  - film TV (2006)
- I Borgia (The Borgias) – serie TV, 3 episodi (2011)
- The Mentalist – serie TV, 5 episodi (2012-2013)
- The Ordained - film TV (2013)
- Cleaners – serie TV, 18 episodi (2013-2014)
- Men at Work - serie TV, episodio 3x04 (2014)
- Murder in the First – serie TV, 12 episodi (2015)
- The Grinder - serie TV, 2 episodi (2015)
- Killing Jesus, regia di Christopher Menaul – film TV (2015)
- Shut Eye - serie TV, 13 episodi (2016)
- The Passage - serie TV, 10 episodi (2019)
- Superman & Lois - serie TV  53 episodi (2021-2024)

#### Videoclip
- Another Dumb Blonde - Hoku (2000)
- Lips of an Angel  - Hinder (2006)
- Whatever It Is - Zac Brown Band (2009)
- Where is the Love? - Black Eyed Peas (2016)

### Doppiatrice

#### Televisione
- Vampire Princess Miyu – serie animata (1997-1998)
- Robot Chicken – serie animata (2008-2009)
- Kick Chiapposky - Aspirante stuntman (Kick Buttowski: Suburban Daredevil) – serie animata  (2011-2012)
- Thundercats – serie animata  (2011-2012)
- Tron - La serie (Tron: Uprising) – serie animata (2012-2013)
- Beware the Batman – serie TV animata (2014)

#### Videogiochi
- Call of Duty: Black Ops - videogioco (2010)

## Doppiatrici italiane
Nelle versioni in italiano dei suoi film, Emmanuelle Chriqui   è doppiata da:
- Ilaria Latini in Wrong Turn, Tortured, 5 Days of War, Entourage (serie TV), The OC, The Passage, In the Mix - In mezzo ai guai, Un cavaliere per Natale
- Eleonora Reti ne Il corvo - Preghiera maledetta, Entourage (film)
- Domitilla D'Amico in Adam & Eve, The Mentalist
- Tiziana Avarista in Zohan - Tutte le donne vengono al pettine
- Patrizia Salerno in 13 - Se perdi muori
- Elena Bedino in After Sex
- Francesca Manicone in Killing Jesus
- Chiara Francese ne I Borgia
- Gemma Donati in Taking Chances - Due cuori e un casinò
- Ilaria Stagni in 100 Ragazze
- Myriam Catania in On the Line
- Donatella Fanfani in Jake 2.0
- Jolanda Granato in Murder in the First
- Giovanna Martinuzzi in Cadillac Records
- Francesca Fiorentini in Super Troopers 2
- Selvaggia Quattrini in Superman & Lois